# 南尼乡
南尼乡（藏語：གནམ་རྙིང་），是中华人民共和国西藏自治区日喀则市康马县下辖的一个乡镇级行政单位。

## 行政区划
南尼乡下辖以下地区：
曲热村、曲夏村、南尼村、藏扎村和卓嘎村。